# Sally Gunnell
Sally Jane Janet Gunnell (née le 29 juillet 1966 à Chigwell) est une athlète britannique, spécialiste du 400 mètres haies.

## Biographie
Elle fait partie des quatre seuls athlètes avec Daley Thompson, Jonathan Edwards et Linford Christie à détenir simultanément les titres des Jeux olympiques, des Championnats du monde, des Championnats d'Europe et des Jeux du Commonwealth.
En 1993, lors des championnats du monde de Stuttgart, Sally Gunnell remporte la médaille d'or du 400 m haies en 52 s 74, améliorant de 20 centièmes de seconde le record du monde de la discipline détenue depuis la saison 1986 par la Soviétique Marina Stepanova.

## Palmarès
| Date | Compétition                    | Lieu      | Résultat | Épreuve     |
| ---- | ------------------------------ | --------- | -------- | ----------- |
| 1986 | Jeux du Commonwealth           | Édimbourg | 1re      | 100 m haies |
| 1989 | Championnats d'Europe en salle | La Haye   | 1re      | 400 m       |
| 1990 | Championnats d'Europe          | Split     | 3e       | 4 × 400 m   |
| 1990 | Jeux du Commonwealth           | Auckland  | 2e       | 100 m haies |
| 1990 | Jeux du Commonwealth           | Auckland  | 1re      | 400 m haies |
| 1990 | Jeux du Commonwealth           | Auckland  | 1re      | 4 × 400 m   |
| 1991 | Championnats du monde          | Tokyo     | 2e       | 400 m haies |
| 1992 | Jeux olympiques                | Barcelone | 1re      | 400 m haies |
| 1992 | Jeux olympiques                | Barcelone | 3e       | 4 × 400 m   |
| 1993 | Championnats du monde          | Stuttgart | 1re      | 400 m haies |
| 1993 | Championnats du monde          | Stuttgart | 3e       | 4 × 400 m   |
| 1994 | Championnats d'Europe          | Helsinki  | 1re      | 400 m haies |
| 1994 | Jeux du Commonwealth           | Victoria  | 1re      | 400 m haies |
| 1994 | Jeux du Commonwealth           | Victoria  | 1re      | 4 × 400 m   |

- Coupe d'Europe : vainqueur du 400 m haies en 1993, 1994, 1996 et 1997, deuxième en 1989 et 1991

## Records
| Épreuve     | Performance | Lieu      | Date         |
| ----------- | ----------- | --------- | ------------ |
| 100 m haies | 12 s 82     | Zurich    | 17 août 1988 |
| 400 m       | 51 s 45     | Gateshead | 30 juin 1996 |
| 400 m haies | 52 s 74     | Stuttgart | 19 août 1993 |